# 孙明波
孙明波（1956年—），山东安丘人，汉族，中华人民共和国政治人物、第十二届全国人民代表大会山东地区代表。
毕业于同济大学管理科学与工程专业。加入中国共产党。2013年，担任全国人大代表。